# Pļaviņas (novads)
Pļaviņas (łot.: Pļaviņu novads) – jeden z łotewskich novadsów, funkcjonujący w latach 2009–2021.

## Historia
Novads powstało na terenach należących przed 2009 do rejonu Aizkraukle.
W skład novadsu wchodziło miasto Pļaviņas oraz trzy pagastsy: Aiviekste, Klintaine i Vietalva. Jego stolicą zostało miasto Pļaviņas.
Zlikwidowany w ramach reformy administracyjnej 30 czerwca 2021. Wszedł w całości w skład nowego novadsu Aizkraukle.